# Kökény Beatrix
Kökény Beatrix (Budapest, 1969. március 12. –) Európa-bajnok, olimpiai és világbajnoki ezüstérmes kézilabdázó.

## Pályafutása

### Játékosként
1981-ben kezdett kézilabdázni az Építők SC-ben. Nevelőedzője Hajnal József volt. Tizenhárom évesen már az ifik között szerepelt. 17 évesen kapott először játéklehetőséghez a felnőttek között. 1987-ben bajnoki második helyezett lett csapatával az NB I-ben. 1985 és 1987 között az IBV-n induló utánpótlás válogatott játékosa volt.
1988-ban már tagja volt a válogatott bő keretének. Nemzeti színekben első alkalommal 1988. november 4-én, Békéscsabán lépett első alkalommal pályára. 1989-ben az Építők egyik vezéregyéniségeként magyar bajnok lett, majd a válogatottal részt vett a világbajnoki selejtezőn. Ezen a csapat a kudarcot jelentő 13. helyen zárt. Kökény saját véleménye szerint is messze tudása alatt teljesített. A szezon végén elnyert az év magyar kézilabdázónője címet.
Az 1989-90-es szezonban klubcsapatával megvédte bajnokcímét. 1991 februárjában csapata, az Építők SC kézilabda-szakosztálya Hargita KC néven szerepelt tovább. Márciusban a vb-selejtező európai előselejtezőjében játszott a válogatottal, melyet magabiztosan megnyert a csapat. Áprilisban klubcsapatával BEK-elődöntőbe jutott, ahol a fénykorát élő osztrák Hypobank állta útjukat, majd májusban sorozatban harmadik magyar bajnokságát nyerte meg.
A következő szezonban, a BEK-ben már a 16 között, összesítésben egy góllal elvérzett a Hargita, ezúttal a német Lützelinden ellenében. Az év végén másodszor lett az év játékosa. Az 1991-92-es bajnokság döntőjébe bekerült a Hargitával. A finálét, a mindent eldöntő ötödik meccsen, hétméteresekkel bukták el. A bajnokság után a Ferencvároshoz igazolt. Decemberben a vb-selejtezőt megnyerte a válogatottal.
Új csapatával 1993-ban a Magyar kupa győztese és bajnoki második lett. Az év végén rendezett vb-ről hetedik helyezéssel tért haza. A szezon második felében a KEK-döntőbe jutott a Ferencváros, ahol a Bréma ellen egy góllal alulmaradtak. Hazai szinten a kupát és a bajnokságot is megnyerték. Júniusban a Ferencváros örökös bajnoka címet kapta meg. 1994 szeptemberében a válogatott színeiben negyedik helyezett lett az Európa-bajnokságon.
1995 elején az FTC-vel bejutott a BEK csoportkörében. A zöld-fehérek végig versenyben voltak a döntőért vívott harcban, de végül egy ponttal lemaradtak róla. Az itthoni küzdelmekben ismét mindkét trófeát megnyerte. Júliusban tagja volt az Európa-válogatottnak egy, a Hypo elleni bemutatómérkőzésen. Az 1995-ös női kézilabda-világbajnokságon ezüstérmes lett. Az év végén a BL-ben csapatával bejutott a nyolc közé valamint harmadik alkalommal lett az év magyar női játékosa.
A szezon folytatásában a BL csoportköréből nem sikerült a továbbjutás, majd ismét magyar kupagyőztes és magyar bajnok lett. Szerepet kapott az atlantai olimpián induló válogatottban, mellyel bronzérmet szerzett. 1996 augusztusában kézközépcsonttörést szenvedett. Szeptemberben lemondta a válogatottságot. A nemzeti csapatba csak a kapitányváltás után, 1997 januárjában tért vissza, így kihagyta a dániai Európa-bajnokságot. A Ferencvárossal bejutott a BL elődöntőjébe, de ott kiestek a Viborg ellenében. A szezont ismét bajnokként és kupagyőztesként zárta. 1997 novemberében ismét sérülést szenvedett és műteni kellett, így több hónapot kényszerült kihagyni. 1998-ban a kupában ezúttal második, a bajnokságban harmadik lett az FTC-vel.
A következő szezonban a KEK-ben szereplő FTC-vel csak a 16 közé jutott. Itt a norvég Larvikkal szemben estek ki. A decemberi, hollandiai Eb-n bronzérmes lett. A bajnokságban és a magyar kupában egyaránt második helyen végzett. Az 1999-es női kézilabda-világbajnokságon ötödik lett. 2000-ben a BL csoportköréből továbbjutott az FTC, de a 8 között kiesett, csakúgy, mint a magyar kupában. A magyar bajnokságban első helyen végzett. Az olimpián szerepelt az ezüstérmet nyert válogatottban. A decemberi Európa-bajnokságon aranyérmes lett. A döntő volt az utolsó mérkőzése a válogatott mezében. 2001-ben a BL-ben az elődöntőig jutott az FTC-vel. A magyar bajnokságban második, a kupában első lett. 2001. június 1-jén szerepelt utoljára tétmérkőzésen. A Ferencváros színeiben 423 mérkőzésen 1299 gólt szerzett. 9-es mezét a Ferencváros visszavonultatta.

### Sportvezetőként
Játékos pályafutása után az FTC kézilabda utánpótlás szakágvezetője és menedzsere lett. Majd a szakosztály ügyvezetőjeként dolgozott. 2002-ben bekerült az EHF játékos bizottságába. Tagja volt az MKSZ elnökségének. 2014-től szakosztályvezetőként dolgozott a Ferencvárosnál.

## Díjai, elismerései
- Az év magyar kézilabdázója (1989, 1991, 1995)
- Magyar Köztársasági Ezüst Érdemkereszt (1996)
- Ferencvárosért emlékérem (2001)
- A Magyar Köztársasági Érdemrend lovagkeresztje (2000)
- Fair Play-díj (2001)
- ISM Miniszteri Elismerő Oklevél (2001)

## Családja
Édesapja Kökény József, a Ferencváros volt labdarúgója. Férje Imre Géza világbajnok, olimpiai ezüst- és bronzérmes vívó. Két gyermekük született. Fia, Imre Bence válogatott kézilabdázó.